# Amylascus tasmanicus
Amylascus tasmanicus är en svampart som först beskrevs av Rodway, och fick sitt nu gällande namn av Trappe 1975. Amylascus tasmanicus ingår i släktet Amylascus och familjen Pezizaceae.   Inga underarter finns listade i Catalogue of Life.